# بورش 959
بورش 959 (بالإنجليزية: Porsche 959)‏هي سيارة رياضية يتم إنتاجها من قبل شركة بورش .